# Nikolaj Starostin
Nikolaj Petrovitj Starostin, född 26 februari 1902 i Moskva, död där 17 februari 1996, var en rysk fotbolls- och ishockeyspelare och fotbollsfunktionär, grundare av Spartak Moskva. 
Nikolaj Starostin var den äldste av fyra bröder och föddes i Presnia, ett distrikt i Moskva. Han växte upp under goda förhållanden då fadern hade ett relativt välbetalt arbete som jaktguide för tsarens jaktsällskap. Familjen kom ursprungligen från landsbygden där man vistades under somrarna. Nikolaj Starostin studerade vid en handelsskola samtidigt som han började spela fotboll. Fotbollen i Ryssland var ännu liten i omfattning men växte sig alltmer populär. 1910 skapades en Moskvaliga men den skulle försvinna i samband med Ryska revolutionen 1917. 
När fadern dog i sjukdom 1920 blev Starostin den som försörjde familjen. Han spelade fotboll under sommaren och ishockey på vintern. 1921 grundades vad som senare blev Krasnaia Presnia av Ivan Artemjev med Starostin som en av medlemmarna. Klubben växte och kunde finansiera en egen plan. 1926 omorganiserades fotbollen i Ryssland och nu började Starostins bana som funktionär vid sidan av spelandet. Han ordnade så att klubben fick en sponsor i livsmedelsfacket samtidigt som klubben flyttade till Tomskijstadion med plats för 13 000. Under samma period började man konkurrera med Dynamo Moskva som kom att bli en ärkerival. 
Starostin utvecklades till en profil inom den ryska fotbollen och utvecklade kontakter med makthavare. Han var vän med Aleksandr Kosarev som var sekreterare i Komsomol, det kommunistiska ungdomsförbundet. Kosarev hade ett stort inflytande inom sporten och ville utöka det. 1934 grundades Promkooperatsiia med målet att Starostin och hans bröder skulle skapa ett ännu slagkraftigare lag - nu med namnet Spartak Moskva. Nikolaj Starostin ses förutom som grundare också som mannen bakom klubbnamnet och klubbmärket. Under de kommande åren grundlades rollen som ett av de ledande lagen i Moskva tillsammans med Dynamo Moskva och CSKA Moskva. Starostin var med om Spartaks första liga- och cupsegrar.
20 mars 1942 arresterades Starostin, tillsammans med sina tre bröder och andra spelare, för att ha varit med i en sammansvärjning för att döda Josef Stalin. De följande två åren satt han i Lubjankafängelset och så småningom byttes de ursprungliga anklagelserna ut mot anklagelser om att han och de andra skulle ha förskingrat pengar och för att ha försökt få in borgerliga värderingar i sporten. Starostin deporterades till Gulag. Starostin åtnjöt under sina år i fångenskap stora fördelar eftersom han var en känd fotbollsspelare. Han fick flera privilegier från kommendanter som gillade fotboll och han behandlades aldrig illa. 
1948 återkom Starostin till Moskva sedan Stalins son och befälhavaren för Sovjets flygvapen i Moskvadistriktet Vasilij Stalin, som känt honom sedan 1930-talet, ordnat så att Starostin blivit utnämnd till ledare för flygvapnets fotbollslag. Detta ledde till en konflikt med NKVD:s chef Lavrentij Berija som försökte tvinga Starostin att lämna Moskva. Det hela slutade med att Vasilij Stalin och Starostin var tillsammans hela tiden ifall NKVD och Berija skulle försöka gripa Starostin. När Starostin en gång smög iväg för att träffa sin familj greps han av hemliga polisen och skickades tillbaka till Gulag. Starostin hamnade sedan i Kazakstan där han dömdes till att vara deporterad från Ryssland resten av livet. Han var först i Akmolinsk och senare i Almaty där han tränade laget Kairat i fotboll och hockey. 
Josef Stalins död 1953 och den påföljande avstaliniseringen ledde till hans hemkomst. Nikita Chrusjtjov utfärdade en amnesti där olika fångar släpptes, däribland Starostin. Starostin och hans bröders domar ogiltigförklarades. Starostin återkom nu till Spartak som klubbpresident, en post han skulle behålla fram till 1992. 